# Cap Aurora
Cap Aurora is een badplaats aan de Zwarte Zeekust in het zuidoosten van Roemenië. Het badplaats ligt ingeklemd tussen Jupiter en Venus. Cap Aurora is bereikbaar per boot, auto en trein vanaf Constanța.
Van noord naar zuid:
Mamaia · Eforie (Nord · Sud) · Costinești · Olimp · Neptun · Jupiter · Cap Aurora · Venus · Saturn · 2 Mai · Vama Veche